# Lluïsa de Guzmán
Lluïsa Maria Francesca de Guzmán i Sandoval (Huelva, octubre de 1613 – Lisboa, 27 de febrer de 1666) va ser una noble castellana, membre de la casa ducal de Medina Sidonia, que va esdevenir reina consort de Portugal (1640-1656) a raó del seu matrimoni amb Joan IV de Portugal, primer monarca després de la revolta i guerra de Restauració, i a la mort d'aquest també va exercir de regent del regne (1656-1662).

## Orígens
Lluïsa Francesca va néixer en una família de l'alta aristocràcia, en el si de la casa de Medina Sidonia, una de les més importants de la monarquia espanyola. Hi ha confusió amb el lloc on va néixer, atès que algunes fonts citen que va néixer a Sanlúcar de Barrameda el 13 d'octubre de 1613, mentre que d'altres diuen que va néixer a Huelva, tot i que la partida de matrimoni diu també que era natural de Sanlúcar. Tanmateix, Manuel Climent explica que no existeix partida de baptisme de Guzmán a Sanlúcar, sinó a Huelva, i la cita textualment. Va rebre el sagrament del baptisme a la parròquia de San Pedro el 24 d'octubre de 1613 de mans de Diego Muñiz de León, visitador general de l'arquebisbat de Sevilla i essent-ne padrí el marquès de Caraza. Va ser filla de Juan Manuel Alonso Pérez de Guzmán el Bueno, vuitè duc de Medina Sidonia i novè comte de Niebla, i de Juana de Sandoval y Rojas, filla del cèlebre duc de Lerma.
Va criar-se a Huelva.

## Matrimoni
Va acordar-se el seu matrimoni amb el Joan de Bragança, futur duc de Bragança, conestable de Portugal i, més endavant, monarca d'aquell regne, després d'obtenir la corresponent dispensa papal a raó de la doble consanguinitat de quart grau que tenien ambdós. Va casar-se primer per poders a Sanlúcar de Barrameda el 19 de desembre de 1632, en presència del vicari Luis de León. En aquell moment, Joan encara no havia heretat el ducat, que va rebre a la mort del seu pare el 29 de novembre del mateix any. El matrimoni es va ratificar, estant present ambdós, i amb molta pompa, a la ciutat portuguesa d'Elvas el 12 de gener de 1633, en una cerimònia oficiada pel bisbe Sebastião de Matos Noronha.
La parella va tenir set fills:
- Teodosi (1634-1653). Príncep de Brasil i duc de Bragança.
- Anna (1635).
- Joana (1636-1653).
- Caterina (1638-1705). Reina consort d'Anglaterra.
- Manuel (1640).
- Alfons VI (1643-1683). Rei de Portugal.
- Pere II (1648-1706). Rei de Portugal.

## Revolta de Portugal
Tradicionalment se li va atribuir tota la ambició política que no tenia el seu espòs, a qui es considera una persona d'ànim dèbil i poc resolutiu, i que va prevaldre davant la indecisió del duc, que finalment va reclamar la corona i va conduir a la rebel·lió de Portugal. Ja les fonts contemporànies a la Restauració portuguesa van crear una imatge d'una duquessa forta, impulsora de l'aclamació, potser per ressaltar la prudència del futur monarca i l'animositat de la seva consort, com els de la resta de partidaris del trencament amb Espanya. També s'afirma que va promoure la conspiració del seu germà, el duc de Medina Sidonia, per alçar-se intitulant-se rei d'Andalusia.
Tot i el seu origen estranger dirigí la política del seu marit durant la rebel·lió portuguesa de 1640 que aconseguí restaurar la monarquia portuguesa i s'acabà amb la plena independència de Portugal respecte a la Corona de Castella.

## Regència
A la mort del seu marit el 1656, i durant la minoria d'edat del seu fill, fou nomenada regent del regne. A la majoria d'edat del rei Alfons VI de Portugal continuà exercint la regència per la inestabilitat mental del rei.
Durant la guerra de Restauració portuguesa fou la responsable de l'èxit diplomàtic de l'aliança establerta amb Anglaterra. Lluïsa va supervisar les victòries militars contra la Corona de Castella a la batalla d'Ameixial el 8 de juny de 1663, així com a la batalla de Montes Claros el 7 de juny de 1665. Gràcies a aquestes derrotes castellanes aquest regne reconegué la independència de Portugal el 13 de febrer de 1668 amb el tractat de Lisboa.
El 1662, el comte de Castelo-Melhor va veure l'oportunitat de guanyar poder a la cort fent-se amic del jove rei. Per això, va convèncer el monarca que la seva mare intentava usurpar el poder i exiliar-lo de Portugal. Com a resultat d'aquesta intriga, Alfons va prendre el control del regne i va enviar la seva mare a un convent.

## Mort
Va morir a Lisboa el 27 de febrer de 1666. D'acord amb el seu testament, el 2 de març va ser enterrada en una plataforma ricament decorada al costat de l'evangeli de l'altar major del convent de Corpus Christi, mentre no estigués construïda l'església del convent de Grilo. El 1691, Pere II la va traslladar sota el sagrari, però tan aviat com van acabar les obres del convent de Grilo, les seves restes hi van ser traslladades, el 17 de juny de 1713, i dipositades rere l'altar major. El gener de 1889, les restes van ser traslladades a l'església de Sant Vicenç de Fora i dipositat a la cripta reial.